# 利維夫斯基-奧特魯貝
46°56′42″N 33°6′16″E / 46.94500°N 33.10444°E
利維夫斯基-奧特魯贝（烏克蘭語：Львівські Отруби）是位於烏克蘭南部的村莊，由赫爾松州貝里斯拉夫區的佳亨卡市鎮負責管轄。該村面積0.35平方公里，海拔高度50米，2001年人口126，人口密度每平方公里362.1人。